# Manbuta costinotata
Manbuta costinotata är en fjärilsart som beskrevs av Paul Dognin 1912. Manbuta costinotata ingår i släktet Manbuta och familjen nattflyn. Inga underarter finns listade i Catalogue of Life.